# How Do You Do!
How Do You Do! è un singolo del duo svedese Roxette, pubblicato nel 1992 come primo estratto dall'album Tourism.

## Descrizione
Il brano, scritto da Per Gessle, pur non ottenendo il successo dei lavori precedenti negli Stati Uniti, riuscirà comunque a raggiungere le vette delle classifiche in diversi paesi europei e certificandosi disco d'oro in Svezia.
Di How Do You Do! è stata registrata una cover da Cascada per l'album del 2005 Everytime We Touch.

## Tracce
7" 1992 - Svezia (EMI – 8650027)
- Lato A

1. How Do You Do! – 3:12

- Lato B

1. Fading Like a Flower (Every Time You Leave) (Live at The Entertainment Centre, Sydney, Australia in December '91) – 3:55

12" 1992 - Svezia (EMI – 8650026)
- Lato A

1. How Do You Do! (BomKrash 12" Remix) – 5:43

- Lato B

1. How Do You Do! (7" Version) – 3:12
2. Knockin' On Every Door (BomKrash 7" Remix) – 3:51

CD Singolo 1992 - Svezia (EMI – 8650042)
1. How Do You Do! (7" Version) – 3:12
2. Fading Like a Flower (Every Time You Leave) (Live at The Entertainment Centre, Sydney, Australia in December '91) – 3:55

CD Singolo 1992 - Svezia (EMI – 8650022)
1. How Do You Do! (7" Version) – 3:12
2. Fading Like a Flower (Every Time You Leave) (Live at The Entertainment Centre, Sydney, Australia in December '91) – 3:55
3. Knockin' On Every Door (BomKrash 12" Remix) – 6:05
4. How Do You Do! (BomKrash 12" Remix) – 5:43

## Classifiche

### Classifiche settimanali
| Classifica (1992) | Posizione massima |
| ----------------- | ----------------- |
| Australia         | 13                |
| Austria           | 2                 |
| Belgio (Fiandre)  | 2                 |
| Canada            | 12                |
| Danimarca         | 2                 |
| Europa            | 3                 |
| Finlandia         | 2                 |
| Germania          | 2                 |
| Irlanda           | 15                |
| Norvegia          | 1                 |
| Nuova Zelanda     | 37                |
| Paesi Bassi       | 2                 |
| Regno Unito       | 13                |
| Stati Uniti       | 58                |
| Stati Uniti (pop) | 34                |
| Svezia            | 2                 |
| Svizzera          | 2                 |

### Classifiche di fine anno
| Classifica (1992) | Posizione |
| ----------------- | --------- |
| Australia         | 50        |
| Austria           | 19        |
| Belgio (Fiandre)  | 7         |
| Germania          | 11        |
| Paesi Bassi       | 31        |
| Svizzera          | 10        |